# Wojciech Czaja
Wojciech Czaja (* 1978 in Ruda Śląska, Polen) ist ein österreichischer Architekturkritiker und Fotograf.

## Leben
Wojciech Czaja studierte Architektur an der Technischen Universität Wien.
Czaja veröffentlicht regelmäßig zum Thema Architektur in der Tageszeitung Der Standard. Er ist Dozent an der Universität für Angewandte Kunst Wien, am DoktorandInnenzentrum der Universität Wien, an der New Design University St. Pölten, an der Kunstuniversität Linz sowie an der Fachhochschule Kärnten in Spittal an der Drau.

## Mitgliedschaften
- 2015–2021 Stadtbaubeirat Waidhofen an der Ybbs[1]

## Publikationen
Monografie als Autor
- Wir spielen Architektur. Verständnis und Missverständnis von Kinderfreundlichkeit. Zeichnungen von Katharina Fischer, Sonderzahl Verlag, Wien 2005, ISBN 978-3-85449-233-7.
- Light – Night. The Nouvel Tower in Vienna. Ein neues Wahrzeichen am Wiener Donaukanal. La nouvelle tour de l'architecte Jean Nouvel. Fotos von Peter Rigaud und Beiträge von Siegfried Mattl und Eva Schlegel, Brandstätter Verlag, Wien 2010, ISBN 978-3-85033-502-7.
- Wohnen in Wien. 20 residential buildings by Albert Wimmer. With an essay by Sabine Pollak, Springer, Wien 2012, ISBN 978-3-7091-1036-2.
- Überholz. Gespräche zur Kultur eines Materials. 10 Interviews von Wojciech Czaja, Holzwerkstoff Holzverarbeitung, Herausgegeben von Veronika Müller Universität für künstlerische und industrielle Gestaltung Linz, Verlag Anton Pustet, Salzburg 2015, ISBN 978-3-7025-0808-1.
- Hektopolis. Ein Reiseführer in hundert Städte. Reiseführer, Edition Korrespondenzen, Wien 2018, ISBN 978-3-902951-30-4.
- Almost. 100 Städte in Wien. Fotobuch, Geleitwort von Peter Stuiber, Edition Korrespondenzen, Wien 2021, ISBN 978-3-902951-56-4.
- Almost 2. Eine Weltreise in Wien. Fotobuch, Edition Korrespondenzen, Wien 2021, ISBN 978-3-902951-68-7.

Beiträge
- Wojciech Czaja u. a.: Markus Pernthaler 902010. Herausgegeben von Nikolaus Hellmayr, Bildband, raum.kunst.graz, Graz 2009, ISBN 978-3-9502351-1-1.
- Wojciech Czaja, Martin Hochleitner: Sportpark Lissfeld Linz. Immobilien linz gmbh & co kg. Fotos von Dietmar Tollerian, sps-architekten, Thalgau 2010, ISBN 978-3-9504161-1-4.
- Eine Frage der Kultur. Der Beitrag von Bene zur Entwicklung eines Architektur- und Designbewusstseins in Österreich und darüber hinaus. A question of culture. Herausgegeben von Kunstbank Ferrum – Kulturwerkstätte, Niederösterreichische Landesbibliothek. Redaktion Walter Bohatsch und Theresia Hauenfels, Mit Beiträgen von Wojciech Czaja ... und einem Interview von Thomas Jorda mit Manfred Bene und Laurids Ortner. Springer, Wien 2011, ISBN 978-3-7091-0878-9.
- Wojciech Czaja, Franziska Leeb, Stefan Loicht, Elisabeth Scharang: Signal + Wirkung. Siebzehn wegweisende Bauprojekte aus den Jahren 2012-2015. Wohnbauvereinigung für Privatangestellte, Wien 2015, 111 Seiten.
- Markus Scheer: Der Fuß weiß alles. Aufgezeichnet von Wojciech Czaja, Maßschuh, Schuhmacherhandwerk, Ecowin Verlag, Wals 2016, ISBN 978-3-7110-5180-6.
- Matthias Boeckl, Wojciech Czaja: Motion mobility. Die neue ÖAMTC-Zentrale in Wien. Bildband, deutsch/englisch, Übersetzung von David Koralek und Roderick O’Donovan, Park Books AG, Zürich 2017, ISBN 978-3-03860-072-5.
- Cordula Alessandri, Wojciech Czaja, Alexander Doepel, Markus Spiegelfeld: Erste Campus. Der Zusammenarbeitsplatz der Erste Group. Henke Schreieck Architekten, Brandstätter Verlag, Wien 2017, ISBN 978-3-7106-0105-7.
- Herzblut. 150 Positionen zur Architektur in und um Österreich. 1997–2017, Herausgegeben von Volker Dienst Architektur in Progress Verein zur Förderung Junger und Innovativer Architektur, 2 Bände englisch/deutsch, Verlag für Moderne Kunst, Wien 2018, ISBN 978-3-903228-98-6.
- Peter Payer: Auf nach Wien. Kulturhistorische Streifzüge. Geleitwort von Wojciech Czaja, Czernin Verlag, Wien 2021, ISBN 978-3-7076-0742-0.

Herausgeberschaft
- Wojciech Czaja, Martina Frühwirth, Anna Soucek, Franziska Zoidl (Redaktion): Blickwinkel. 63 Sichtweisen auf die Arbeit der WBV-GPA. Wohnbauvereinigung für Privatangestellte Gemeinnützige Ges.m.b.H. Wien 2016, 152 Seiten.
- 100 x 18. Wiener Stadtentwicklung gestern, heute, morgen. Ein Jahrhundertgeschenk. Magistrat der Stadt Wien MA18, Wien 2020, ISBN 978-3-903003-60-6.
- mit Katja Schechtner: Frauen Bauen Stadt. The City Through a Female Lens. Aufsatzsammlung, Birkhäuser Verlag, Basel 2021, ISBN 978-3-0356-2432-8.